# Chernomorets Bourgas (handball)
Le Chernomorets Bourgas est un club de handball situé à Bourgas en Bulgarie.

## Palmarès
- Championnat de Bulgarie (1) : 1971.